# غدلفين كراس (كورنوال)
غدلفين كراس (بالإنجليزية: Godolphin Cross)‏ هي قرية تقع في المملكة المتحدة في كورنوال.